# Figlie della Divina Provvidenza (Créhen)
Le Figlie della Divina Provvidenza (in francese Filles de la Divine Providence de Créhen) sono un istituto religioso femminile di diritto pontificio.

## Storia
Le Figlie della Divina Provvidenza, dette anche Figlie del Cuore Immacolato di Maria, furono fondate a Créhen il 20 ottobre 1822 dal parroco del luogo, Guy Homery (1781-1861), per l'educazione della gioventù povera e abbandonata e l'assistenza agli ammalati.
L'istituto fu canonicamente eretto in congregazione di diritto diocesano da Mathias de La Romagère, vescovo di Saint-Brieuc, il 28 aprile 1826 e ricevette il pontificio decreto di lode il 1º maggio 1961.

## Attività e diffusione
Le suore si dedicano all'istruzione della gioventù, all'assistenza a orfani, anziani e ammalati, all'opera dei ritiri, all'aiuto ai sacerdoti e al lavoro nelle missioni. La loro spiritualità è ignaziana e i loro ordinamenti sono basati sulla regola di sant'Agostino.
Oltre che in Francia, sono presenti in Belgio, Paesi Bassi, Repubblica Democratica del Congo e Gabon; la sede generalizia è a Créhen.
Alla fine del 2008 la congregazione contava 280 religiose in 39 case.